# Kerkhoven (Minnesota)
Kerkhoven – miasto w Stanach Zjednoczonych, w stanie Minnesota, w hrabstwie Swift.